# Micco
Micco statisztikai település az USA Florida államában, Brevard megyében. Lakosainak száma 9574 fő (2020. április 1.).

## Népesség
A település népességének változása:

| 2010 | 9 052 |
| 2020 | 9 574 |